# Anacroneuria pellucida
Anacroneuria pellucida és una espècie d'insecte plecòpter pertanyent a la família dels pèrlids.

## Descripció
- L'adult presenta les membranes alars clares amb la nervadura pàl·lida.[5]

## Hàbitat
En el seu estadi immadur és aquàtic i viu a l'aigua dolça, mentre que com a adult és terrestre i volador.

## Distribució geogràfica
Es troba a Sud-amèrica: Bolívia i el Perú.